# محوطه چشمه اناری
محوطه چشمه اناری مربوط به سده‌های میانه دوران‌های تاریخی پس از اسلام است و در شهرستان مرودشت، بخش مرکزی، دهستان رودبال، ۲ کیلومتری جنوب روستای میان قلعه واقع شده و این اثر در تاریخ ۳۰ بهمن ۱۳۸۶ با شمارهٔ ثبت ۲۰۸۲۸ به‌عنوان یکی از آثار ملی ایران به ثبت رسیده است.